# Бри (Ирландия)
Бри (англ. Bree; ирл. Brí) — деревня в Ирландии, находится в графстве Уэксфорд (провинция Ленстер).